# كريشنا (ممثل)
كريشنا هو ممثل هندي، ولد في 14 فبراير 1978.

## وصلات خارجية
- كريشنا (ممثل) على موقع IMDb (الإنجليزية)